# 1806

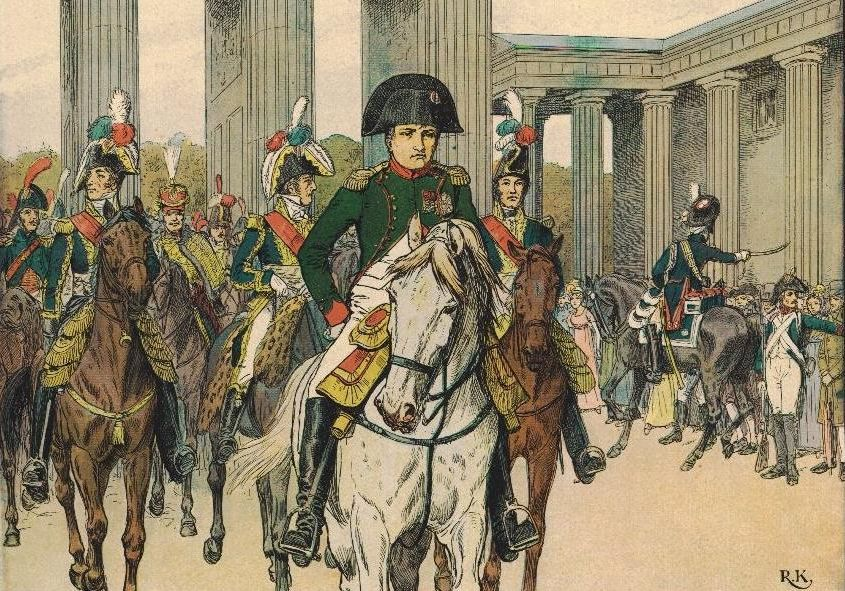
Napoleon rijdt zegevierend Berlijn binnen

Het jaar 1806 is het 6e jaar in de 19e eeuw volgens de christelijke jaartelling.

## Gebeurtenissen
januari
- 1 - Het keurvorstendom Beieren en het keurvorstendom Württemberg worden tot koninkrijk uitgeroepen.
- 1 - De Franse republikeinse kalender wordt afgeschaft. De gregoriaanse kalender wordt opnieuw ingevoerd.
- 6 - Het landgraafschap Breisgau en de rijkslandvoogdij Ortenau worden door Oostenrijk aan het keurvorstendom Baden overgedragen.
- 8 - In de Slag bij Blaauwberg nabij Kaapstad wordt de Bataafse bezettingsmacht onder generaal Jan Willem Janssens verslagen door een Britse invasiemacht onder David Baird.
- 9 - De Franse prins Louis Bonaparte vertrekt na een bezoek van enkele dagen aan Nijmegen naar Utrecht.
- 16 - Luitenant-gouverneur Janssens ondertekent de overgave van de Kaapkolonie aan Groot-Brittannië.

februari
- februari - koninkrijk Pruisen bezet het keurvorstendom Hannover
- 1 - De aartshertog-keurvorst van Salzburg neemt het prinsbisdom Würzburg in bezit.
- 11 - Het koninkrijk Beieren neemt Tirol in bezit. Frankrijk behoudt zich het recht voor een deel van Tirol bij het nieuwe koninkrijk Italië te voegen.
- 12 - Het keurvorstendom Salzburg en de proosdij Berchtesgaden worden aan Oostenrijk overgedragen.
- 15 - Verdrag te Parijs tussen Frankrijk en Pruisen. Pruisen staat het vorstendom Ansbach en het hertogdom Kleef af aan Frankrijk in ruil voor de definitieve inbezitneming van het keurvorstendom Hannover.
- 23 - Frankrijk bezet het vorstendom Ansbach

maart
- 4 - De rijksstad Augsburg wordt aan het koninkrijk Beieren overgedragen.
- 12 -  Verdrag te Mainz tussen Frankrijk en het hertogdom Nassau; Nassau draagt Kastel, Kostheim en het Peterseiland over aan Frankrijk. Hierdoor ontstaat een Frans bruggenhoofd op de oostelijke oever van de Rijn.
- 15 - Het koninkrijk Beieren maakt bekend dat het een verdrag met Frankrijk heeft gesloten om het hertogdom Berg over te dragen aan Frankrijk.
- 15 - Napoleon vormt per decreet het hertogdom Kleef-Berg uit de hertogdommen Berg en Kleef voor zijn zwager Joachim Murat.
- 16 - Pruisen draagt het hertogdom Kleef over aan Frankrijk.
- 22 - Keizer Frans II van het Heilige Roomse Rijk draagt het grootmeesterschap van de Duitse Orde over aan zijn broer aartshertog Anton.
- 25 - Opening van de Brusselse rechtenfaculteit, de eerste concrete invulling van de Académie de Bruxelles. Het is een van de twaalf Écoles de Droit van het Keizerrijk.
- 30 - Het koninkrijk Napels wordt na een Franse bezetting weer "onafhankelijk" met Joseph Bonaparte als koning.

april
- 3 - De eerste Nederlandse schoolwet wordt een feit (deze schoolwet zal van 1806 tot 1857 standhouden, waarna hij wordt vervangen).
- 16 - De graven van Fugger sluiten een verdrag met het koninkrijk Beieren waarin ze zich onderwerpen aan de soevereiniteit van Beieren.
- april - Verschijnen in Amsterdam van het pamflet "Oproeping van het Bataafsche volk, om deszelfs denkwijze en wil openlijk aan den dag te leggen, tegen de overheersching door eenen vreemdeling, waarmede het vaderland bedreigd wordt." , geschreven door Mietje Hulshoff.

mei
- 1 - Ferdinand van Habsburg houdt zijn intocht in het nieuwgestichte Keurvorstendom Würzburg.
- 10 - In Parijs gaat het Tribunaat akkoord met de aanleg van het Grand Canal du Nord, van Antwerpen via Venlo naar Neuss.
- 20 - Het koninkrijk Beieren neemt het vorstendom Ansbach in bezit op grond van een verdrag met Frankrijk
- 25 - Verdrag te München tussen Frankrijk en Beieren, waarbij het voorbehoud van 11 februari over Tirol vervalt en het hele graafschap in bezit komt van Beieren.

juni
- 5 - De Bataafse Republiek wordt op last van Napoleon omgezet in het koninkrijk Holland (eigenlijk Koningrijk Holland).
- 7 - Verklaring van de koning van Beieren waarin de onderwerping van Fugger van 16 april wordt aanvaard.
- 23 - Lodewijk Napoleon wordt als koning van Holland geïnstalleerd.

juli
- 12 - Met het ondertekenen van de Rijnbondakte verlaten zestien Zuid- en West-Duitse staten formeel het Heilige Roomse Rijk en vormen de Rijnbond met Napoleon als beschermheer. Het gaat om Beieren, Württemberg, het keurvorstendom van de aartskanselier, Baden, Kleef en Berg, Hessen-Darmstadt, Nassau-Usingen, Nassau-Weilburg, Hohenzollern-Hechingen, Hohenzollern-Sigmaringen, Salm-Salm, Liechtenstein en het vorstendom von der Leyen.
- 18 - Mietje Hulshoff wordt veroordeeld tot twee jaar spinhuis voor het pamflet "Oproeping van het Bataafsche volk".

augustus
- 1 - De Rijksdag van het Heilige Roomse Rijk wordt door een nota in kennis gesteld van de stichting van de Rijnbond.
- 3 - De expeditievloot van Francisco de Miranda landt op La Vela de Coro: de haven van Coro., Venezuela Het daar gelegen Spaanse fort wordt veroverd.
- 6 - Keizer Frans II legt de keizerskroon neer. Daarmee is er een eind gekomen aan het meer dan duizend jaar oude Heilige Roomse Rijk. Frans II had al eerder de titel van erfelijk keizer van Oostenrijk aangenomen als Frans I.
- 30 - Nassau-Usingen en Nassau-Weilburg verenigen zich onder één regering. Het land staat sindsdien bekend als hertogdom Nassau.

september
- 9 - Deense verklaring over de inlijving van het hertogdom Holstein, het graafschap Pinneberg en het graafschap Rantzau. Deze inlijving is ingegeven door de opheffing van het Heilige Roomse Rijk.
- 25 - Te Parijs treedt de aartshertog-keurvorst van Würzburg tot de Rijnbond toe met de titel van groothertog. Het graafschap Ortenburg komt onder de soevereiniteit van Würzburg.

oktober
- 14 - Franse overwinning op de Pruisen in de dubbele slag bij Jena en Auerstedt.
- 17 Het groothertogdom Baden en het koninkrijk Württemberg sluiten een grensverdrag met vele grenscorrecties. De belangrijkste daarvan is de afstand door Baden van de stad Tuttlingen.
- 25 - Franse troepen bezetten Berlijn. Koning Frederik Willem III van Pruisen vlucht naar Koningsbergen.
- 27 - Franse troepen bezetten het Vorstendom Fulda en Corvey van de Prins van Oranje.

november
- 21 - In Berlijn doet Napoleon het Decreet van Berlijn uitgaan, waarin hij de zeeblokkade van Groot-Brittannië afkondigt en het Continentaal Stelsel instelt.
- 27 - De aanval op Batavia vindt plaats.
- november - Frankrijk bezet het keurvorstendom Hessen-Kassel, het keurvorstendom Hannover, het hertogdom Brunswijk en de Hanze-steden Bremen, Hamburg en Lübeck, om ook daar de havens af te sluiten voor de Engelse handel.

december
- 11 - Vrede te Posen tussen Frankrijk en het keurvorstendom Saksen. Saksen treedt toe tot de Rijnbond en neemt de titel koninkrijk aan. Saksen krijgt uitzicht op Cottbus ten koste van Pruisen in ruil voor gebiedsafstand aan Frankrijk.
- 12 - Lodewijk Napoleon sticht een Hollandse koninklijke onderscheiding: de Orde van de Unie.
- 15 - Te Posen treden tot de Rijnbond toe de hertogen van Saksen-Weimar, Saksen-Gotha-Altenburg, Saksen-Coburg-Saalfeld, Saksen-Meiningen en Saksen-Hildburghausen.
- 19 - Napoleon trekt Warschau binnen, waar hij als bevrijder wordt onthaald. Hij installeert er een voorlopige bestuursraad, bestaande uit zeven Poolse edelen.

zonder datum
- Thomas Bruce, de zevende hertog van Elgin, brengt de naar hem genoemde Elgin Marbles over van het Parthenon in Athene naar Londen.
- Aan Den Haag worden door het Franse bewind stadsrechten verleend.
- Het nieuwe koninkrijk Beieren lijft de rijksstad Augsburg in.
- Confrontatie tussen Rusland en het Osmaanse Rijk over wat nu Roemenië heet. De sultan in Istanboel vervangt de vorsten van Moldavië en Walachije. De afgezette Constantijn Ypsilanti komt met Russische militaire steun terug uit Sint-Petersburg en herneemt zijn bestuur in Boekarest.

## Muziek
- Johann Nepomuk Hummel componeert Sieben Ungarische Tänze, opus 23 en Zwölf Menuette, opus 24
- Ludwig van Beethoven componeert zijn vioolconcert.

## Beeldende kunst

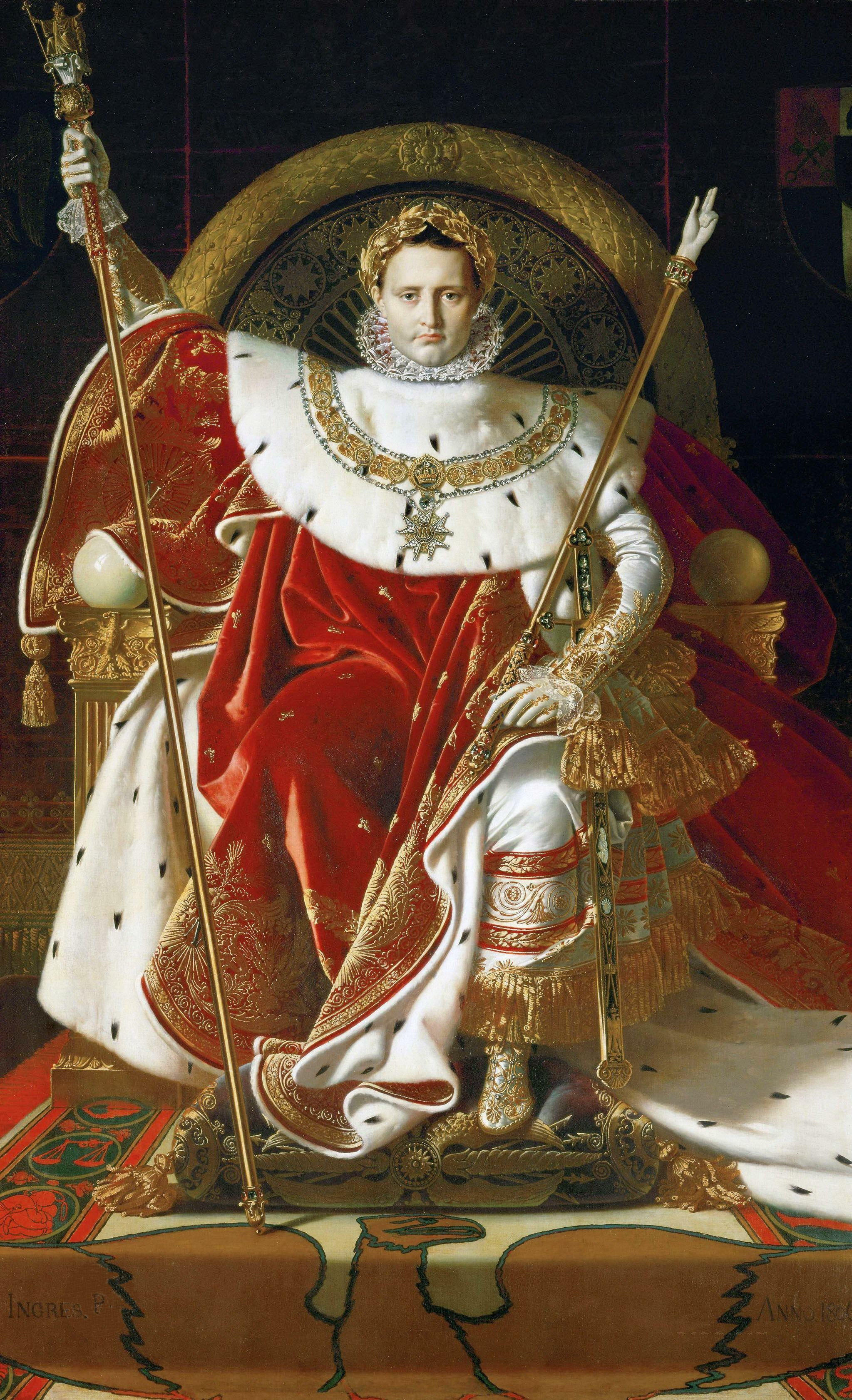
Napoléon Ier sur le trône impérial (1806) Jean Auguste Dominique Ingres, Musée de l'Armée, Parijs

## Bouwkunst

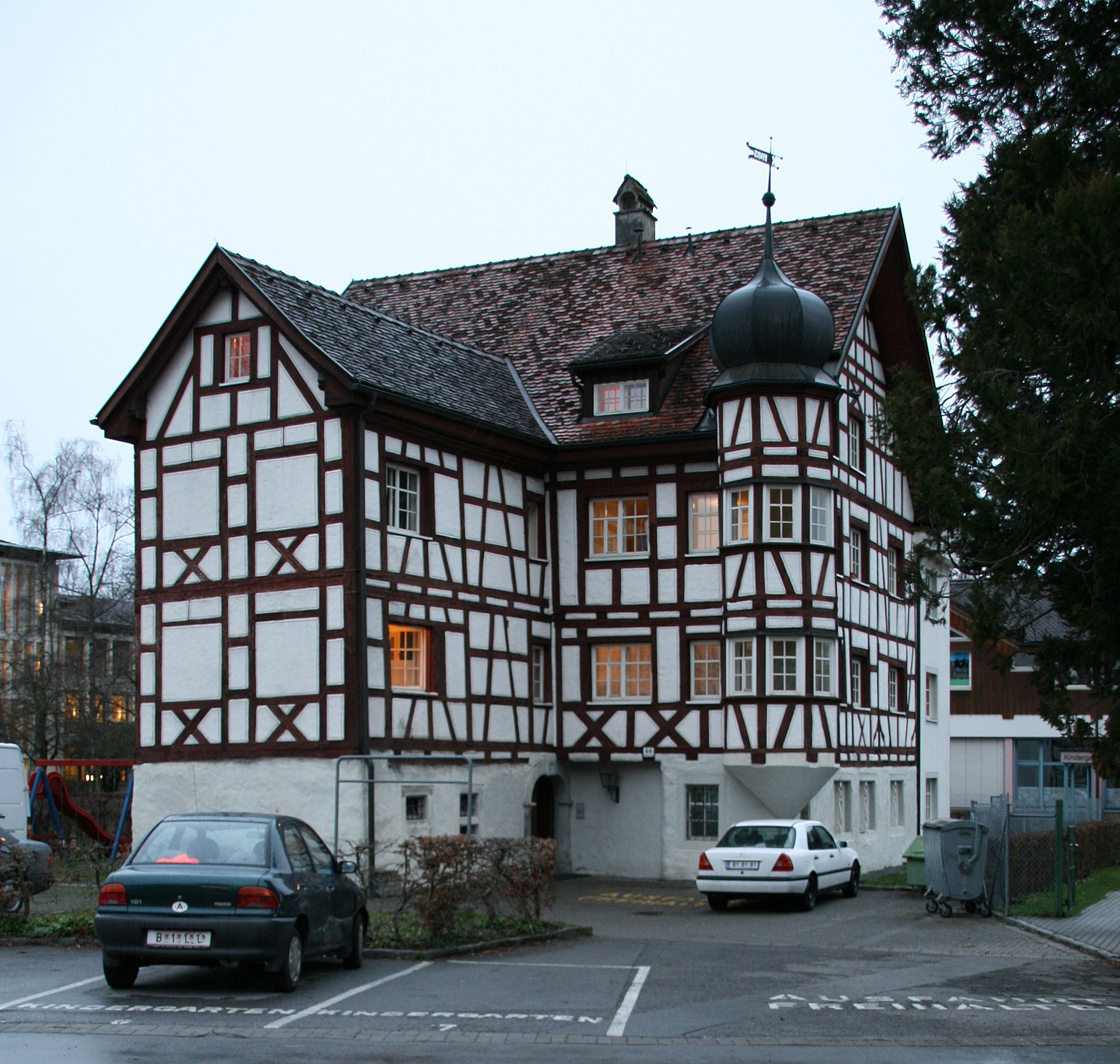
Bregenz, Vorarlberg (1806)
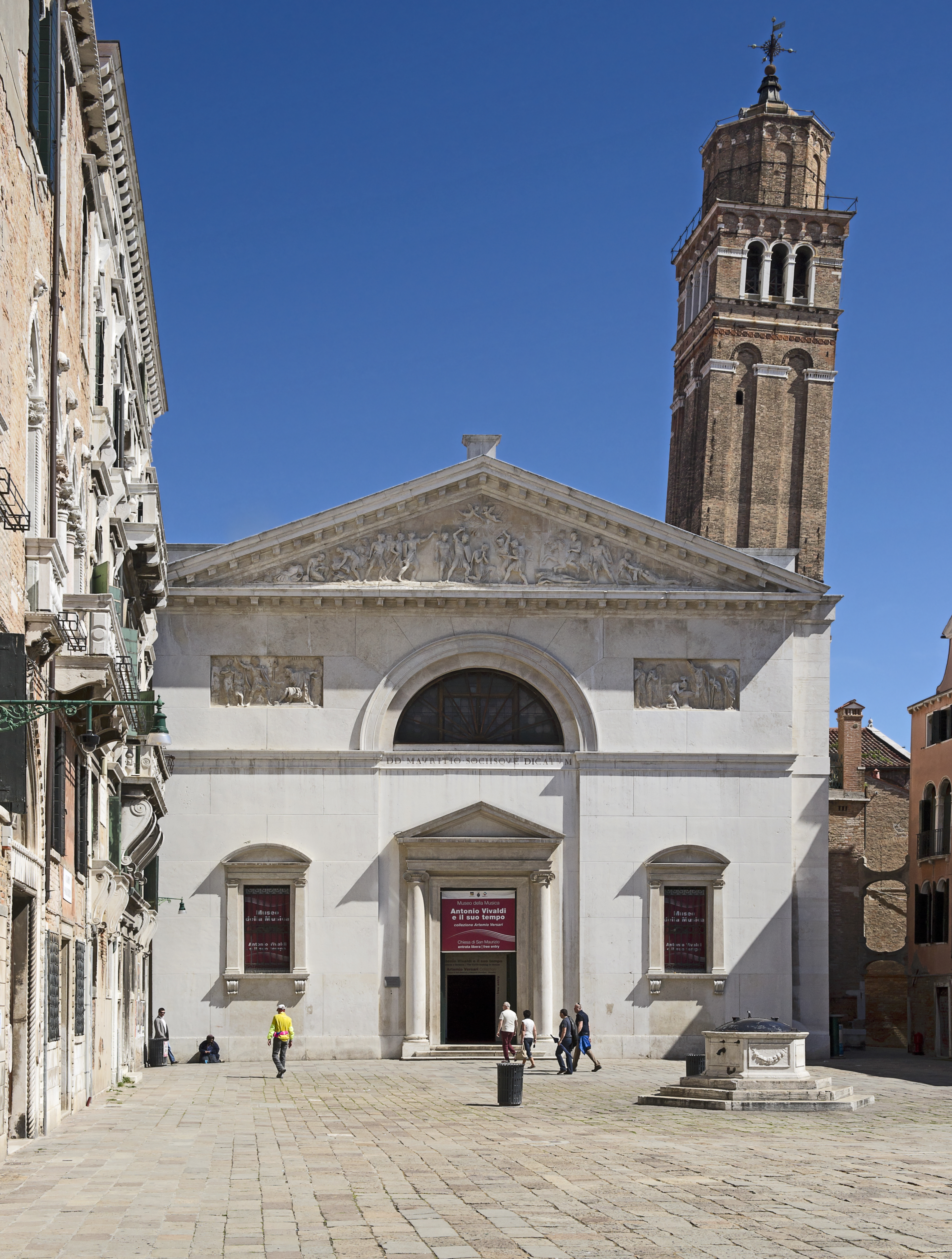
San Maurizio kerk, Venetië (1806)
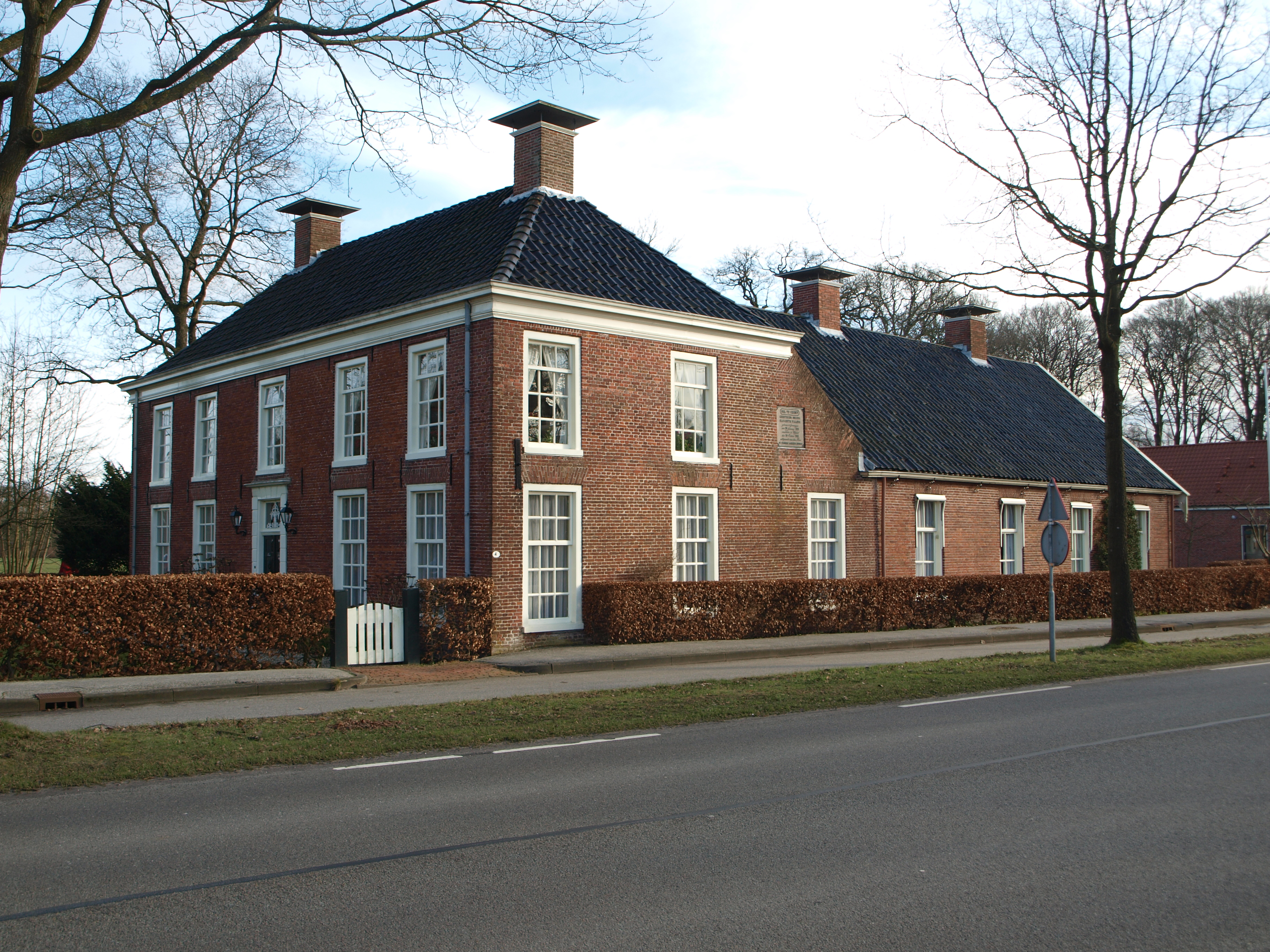
Landhuis Weltevreden, Glimmen (1806) P.L. de Vrieze

## Geboren
januari

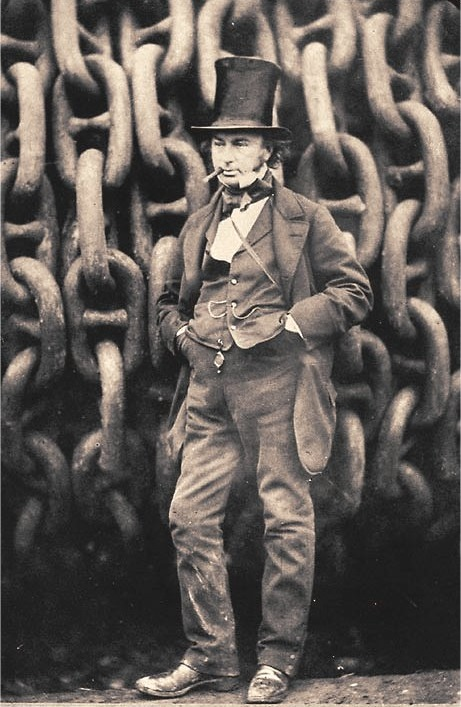
Isambard Kingdom Brunel

- 1 - Lionel Kieseritzky, Duits-Poolse schaker (overleden 1853)
- 27 - Juan Crisóstomo de Arriaga, Spaans (Baskisch) componist en violist (overleden 1826)

februari
- 23 - Frederick Garling Jr., Brits kunstschilder en douanebeambte in Australië (overleden 1873)

maart
- 21 - Benito Juárez, Mexicaans president

april
- 9 - Isambard Kingdom Brunel, Brits ingenieur, in 2002 kreeg hij de tweede plaats in de verkiezing tot Grootste Brit aller tijden

mei
- 4 - William Fothergill Cooke, Brits elektrotechnicus en uitvinder (overleden 1879)
- 20 - John Stuart Mill, Engels filosoof en econoom

juni
- 27 - Augustus De Morgan, Brits wiskundige en logicus

juli
- 11 - Giacinto Gigante, Italiaans kunstschilder (overleden 1876)
- 16 - Aleksandr Ivanov, Russisch schilder

oktober
- 1 - Jan Schenkman, Nederlands onderwijzer en auteur (overleden 1863)

november
- 17 - Louis Robbe, Belgisch schilder
- 24 - William Webb Ellis, uitvinder van de sport rugby

december
- 13 - Gerhardus Fabius, Nederlands vice-admiraal
- 16 - Anne Tjittes Reitsma, Nederlandse dominee en schrijver (overleden 1880)

## Overleden
februari
- 11 - Vicente Martín y Soler (51), Spaans componist

maart
- 12 - Jane Pierce (55), First lady, echtgenote van Amerikaans president Franklin Pierce

april
- 9 - Willem V van Oranje-Nassau (58), Nederlands prins en stadhouder der Nederlanden
- 17 - Rienk Jelgerhuis (77), Nederlands kunstschilder

augustus
- 3 - Michel Adanson (79), Frans botanicus en natuuronderzoeker
- 10 - Michael Haydn (68), Oostenrijks componist en broer van Joseph Haydn
- 23 - Charles-Augustin de Coulomb (70), Frans natuurkundige

september
- 8 - Wynoldus Munniks (61), Nederlands hoogleraar geneeskunde
- 10 - Johann Christoph Adelung (74), Duits taalkundige en lexicograaf

november
- 30  - Moritz Balthasar Borkhausen (45), Duits natuuronderzoeker, entomoloog, botanicus en bosbouwdeskundige

december
- 22 - Paulina van Oranje-Nassau (6), het derde kind en de oudste dochter van koning Willem I der Nederlanden en prinses Wilhelmina van Pruisen.